# Hiltrachtshofen
Hiltrachtshofen ist eine Wüstung in der Gemarkung Legelshurst, das wiederum ein Ortsteil von Willstätt, einer Gemeinde im Ortenaukreis in Baden-Württemberg, ist.
Hiltrachtshofen gehörte zur Herrschaft Lichtenberg und dort zum Amt Willstätt. Um 1330 kam es zu einer ersten Landesteilung zwischen Johann II. von Lichtenberg, aus der älteren Linie des Hauses, und Ludwig III. von Lichtenberg. Dabei fiel Hiltrachtshofen in den Teil des Besitzes, der künftig von der älteren Linie verwaltet wurde.
Zu einem unbekannten Zeitpunkt, vermutlich im 15. Jahrhundert, fiel die Ortschaft wüst.